# عرف (متقدرة)

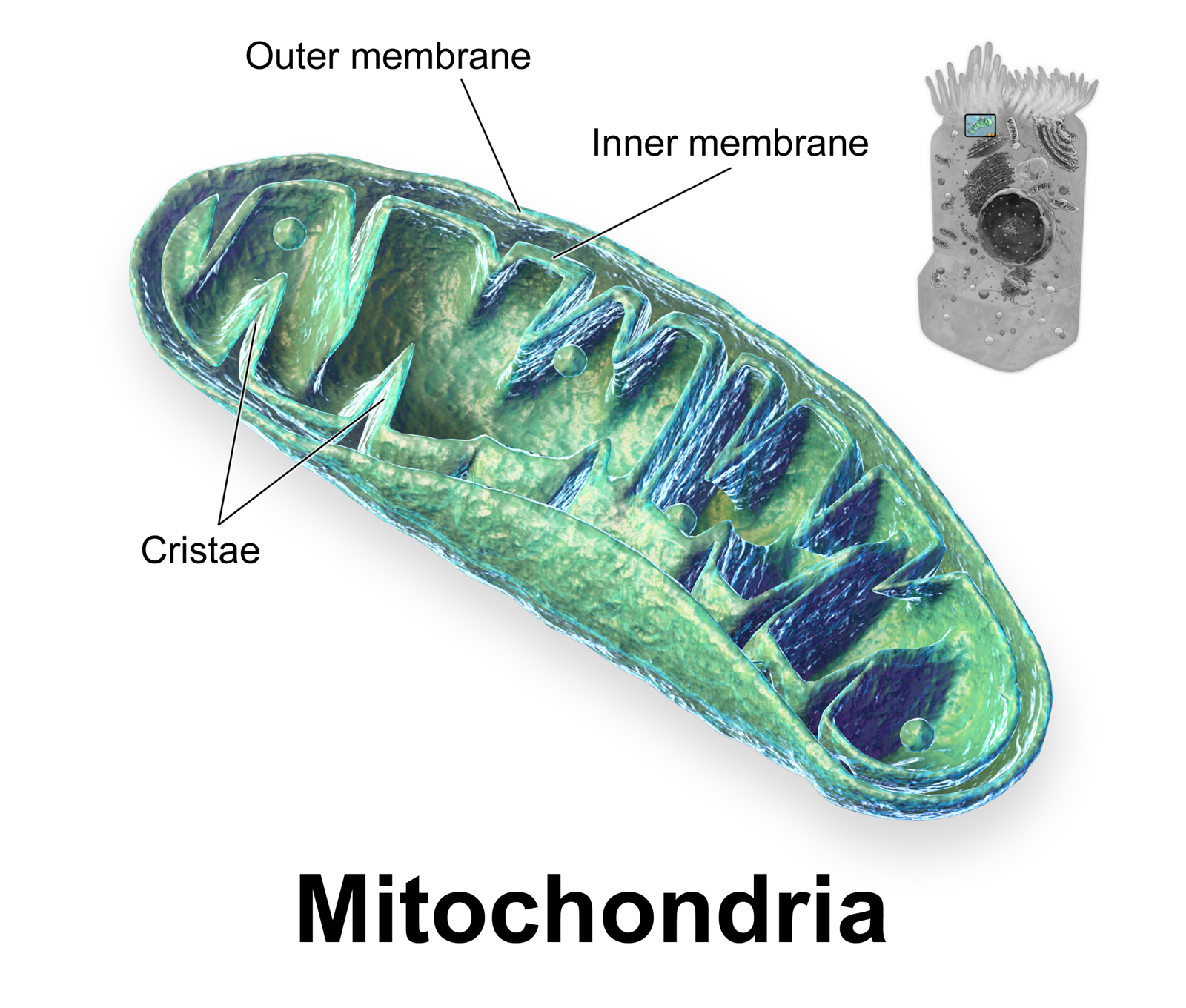
متقدرة مع عُرفين مشار إليهما.

عرف المتقدرة (بالإنجليزية: cristae)‏ هو تطوٍ للغشاء الداخلي للمتقدرة، يعطي المتقدرة شكلها الداخلي المتجعد المميز ويوفر كمية كبيرة من المساحة السطحية التي تحدث فيها تفاعلات الكيميائية المنتجة للـATP مثل الفسفرة التأكسدية وسلسلة نقل الإلكترون. وهذا يساعد على التنفس الخلوي الهوائي لأن المتقدرة تحتاج إلى الأكسجين. الأعراف مرصعة ببروتينات مختلفة منها مخلقة الأتِباز ومختلف السيتوكرومات.

## النماذج
```
مع اكتشاف طبيعة غشاء المتقدرة المزدوجة، اقترح الباحثون في بنية المتقدرة الدقيقة مختلف النماذج لتنظيم بنية الغشاء الداخلية للمتقدرة
[
2
]
 منها ثلاثة هي:
```

- نموذج الصارفة: تبعا لجورج بالاد، الغشاء الداخلي للمتقدرة متموضع بطريقة صوارف أفقية متوازية مع فتحات واسعة نحو الحيز بين الغشائي (الصورة بالأعلى). دخل هذا النموذج معظم الكتب الدراسية وكان يُعتقد بأنه النموذج الصحيح لمدة طويلة.
- نموذج الحاجز: اقترح فريتوف سجستراند أن صفائحا من الغشاء الداخلي تمتد مثل الحاجز داخل مطرس المتقدرة فاصلة إياه إلى عدة أحياز مختلفة.[3]
- نموذج موصل العرف: اقترح دايمز وويس أن الأعراف متصلة بالغشاء الداخلي بواسطة بٌنى أنبوبية متميزة بأقطار صغيرة تسمى مواصل العرف (CJs). اكتُشفت هذه البنى حديثا بواسطة التصوير المقطعي البردي الإلكتروني وأدى ذلك لجعلها النموذج الحالي الأكثر قبولا.[4]